# Свиязов, Кирилл Вадимович
Кирилл Вадимович Свиязов (23 октября 1992, Москва) — российский хоккеист, защитник.

## Биография
Воспитанник московских «Крыльев Советов». Начал профессиональную карьеру в 2009 году в составе клуба Молодёжной хоккейной лиги «Алмаз», выступая до этого за фарм-клуб «Крыльев Советов». «Северсталь» выбрала Свиязова в 3 раунде под общим 53 номером на драфте КХЛ. В своём дебютном сезоне Свиязов провёл 40 матчей, набрав 5 (2+3) очков. В последующие два года был основным защитником «Алмаза», его неоднократно заявляли на матчи основного состава «Северстали», однако на площадке он долгое время не появлялся. Большую часть сезона 2012/13 Свиязов провёл в составе клуба ВХЛ «Титан», где в 33 матчах набрал 5 (0+5) очков.
15 февраля 2013 года в матче против «Салавата Юлаева» дебютировал в Континентальной хоккейной лиге, проведя на площадке больше 6 минут. 1 октября в матче с московским «Динамо» Свиязов применил силовой приём против нападающего «бело-голубых» Максима Пестушко, который получил тяжёлое сотрясение мозга и перелом лицевых костей. На следующий день спортивно-дисциплинарный комитет КХЛ принял решение дисквалифицировать Свиязова на 10 матчей регулярного турнира.

## Статистика выступлений
Последнее обновление: 3 октября 2013 года
|                 |                 |                 | Регулярный сезон | Регулярный сезон | Регулярный сезон | Регулярный сезон | Регулярный сезон | Регулярный сезон | Плей-офф | Плей-офф | Плей-офф | Плей-офф | Плей-офф | Плей-офф |
| Сезон           | Команда         | Лига            | Игр              | Г                | П                | Очк              | +/-              | Штр              | Игр      | Г        | П        | Очк      | +/-      | Штр      |
| --------------- | --------------- | --------------- | ---------------- | ---------------- | ---------------- | ---------------- | ---------------- | ---------------- | -------- | -------- | -------- | -------- | -------- | -------- |
| 2009/10         | Алмаз           | МХЛ             | 40               | 2                | 3                | 5                | -3               | 20               | —        | —        | —        | —        | —        | —        |
| 2010/11         | Алмаз           | МХЛ             | 55               | 1                | 7                | 8                | +11              | 63               | 5        | 0        | 0        | 0        | -4       | 12       |
| 2011/12         | Алмаз           | МХЛ             | 52               | 4                | 11               | 15               | +12              | 127              | 10       | 0        | 1        | 1        | +3       | 10       |
| 2012/13         | Алмаз           | МХЛ             | 19               | 2                | 7                | 9                | +2               | 32               | 4        | 1        | 1        | 2        | -2       | 14       |
| 2012/13         | Титан           | ВХЛ             | 33               | 0                | 5                | 5                | -8               | 49               | —        | —        | —        | —        | —        | —        |
| 2012/13         | Северсталь      | КХЛ             | 2                | 0                | 0                | 0                | --               | 0                | —        | —        | —        | —        | —        | —        |
| 2013/14         | Северсталь      | КХЛ             | 10               | 0                | 0                | 0                | -3               | 6                | —        | —        | —        | —        | —        | —        |
| Всего в КХЛ     | Всего в КХЛ     | Всего в КХЛ     | 13               | 0                | 0                | 0                | -2               | 6                | —        | —        | —        | —        | —        | —        |
| Всего в карьере | Всего в карьере | Всего в карьере | 206              | 9                | 33               | 42               | +14              | 297              | 19       | 1        | 2        | 3        | -3       | 36       |